# 慢性腎臓病
慢性腎臓病（まんせい・じんぞうびょう、英語: Chronic Kidney Disease; CKD）とは、慢性経過の腎不全について、その未病状態から末期までを包括する概念。

## 概要
慢性経過の腎臓病については、古くより慢性腎不全（CRF）という概念が使われてきた。しかし、CRFにまで至らない状態（predisease）であっても、心血管疾患（CVD: CardioVascular Disease）が併発するリスクは高く、また、容易にCRFにまで発展することから、より大きな概念として提唱されたのが慢性腎臓病（CKD）である。
CKDの定義は、
1. 尿検査、画像・病理診断や身体所見などにおいて、血液腎障害を示唆する所見が明らかである。特にタンパク尿
2. 糸球体濾過量（GFR）が60 mL/min/1.73m2未満に低下している。

のいずれか、または両方が3カ月以上持続することである。原疾患、GFR区分、蛋白尿区分によって、下表のようにステージ分類されステージが上昇するほどリスクは上昇する。
| 原疾患                                     | 原疾患                                     | 蛋白尿区分                                         | 蛋白尿区分                                         | A1         | A2               | A3               |
| ------------------------------------------ | ------------------------------------------ | -------------------------------------------------- | -------------------------------------------------- | ---------- | ---------------- | ---------------- |
| 糖尿病                                     | 糖尿病                                     | 尿アルブミン定量 (mg/日) 尿アルブミン/Cr比(mg/gCr) | 尿アルブミン定量 (mg/日) 尿アルブミン/Cr比(mg/gCr) | 正常       | 微量アルブミン尿 | 顕性アルブミン尿 |
| 糖尿病                                     | 糖尿病                                     | 尿アルブミン定量 (mg/日) 尿アルブミン/Cr比(mg/gCr) | 尿アルブミン定量 (mg/日) 尿アルブミン/Cr比(mg/gCr) | 30 未満    | 30から299        | 300以上          |
| 高血圧、腎炎、多発性嚢胞症、腎移植、その他 | 高血圧、腎炎、多発性嚢胞症、腎移植、その他 | 尿蛋白量(g/日) 尿蛋白/Cr比(g/gCr)                  | 尿蛋白量(g/日) 尿蛋白/Cr比(g/gCr)                  | 正常       | 軽度蛋白尿       | 高度蛋白尿       |
| 高血圧、腎炎、多発性嚢胞症、腎移植、その他 | 高血圧、腎炎、多発性嚢胞症、腎移植、その他 | 尿蛋白量(g/日) 尿蛋白/Cr比(g/gCr)                  | 尿蛋白量(g/日) 尿蛋白/Cr比(g/gCr)                  | 0.15未満   | 0.15 - 0.49      | 0.50以上         |
| GFR区分 (m L/分/1.73m2)                    |                                            |                                                    |                                                    |            |                  |                  |
| G1                                         | 正常または正常高値                         | 90以上                                             | 付加リスク無し                                     | 低リスク   | 中等リスク       |                  |
| G2                                         | 正常または軽度低下                         | 89以下、60以上                                     | 付加リスク無し                                     | 低リスク   | 中等リスク       |                  |
| G3a                                        | 軽度から中等度低下                         | 59以下、45以上                                     | 低リスク                                           | 中等リスク | 高リスク         |                  |
| G3b                                        | 中等度から高度低下                         | 44以下、30以上                                     | 中等リスク                                         | 高リスク   | 高リスク         |                  |
| G4                                         | 高度低下                                   | 29以下、15以上                                     | 高リスク                                           | 高リスク   | 高リスク         |                  |
| G5                                         | 末期腎不全（ESKD; 旧CRF）                  | 15未満                                             | 高リスク                                           | 高リスク   | 高リスク         |                  |

CKDステージ3以上の患者は、20歳以上の日本人においては約1,926万人いるものと推定されている。CKDの概念において、従来の慢性腎不全（CRF）は、その終末期であるステージ5、いわゆる末期腎臓病（ESRD: End stage renal disease）として再定義され、CKDの下位概念となっている。腎機能の低下は自覚症状がないまま、数カ月から数十年かけて進み、ESRDの状態では、失われた機能が回復する見込みはほとんどない。

## エビデンス・ガイドライン
CKDに伴う高血圧の治療に関しては、いくつかの臨床研究がなされている。
- GUARD研究[3]では、ヒドロクロロサイアザイドはアムロジピンに比べアルブミン尿を減少させた。
- CARTER研究[4]ではアムロジピンに比べ、シルニジピンでの蛋白尿の減少を認めた。
- AVOID試験[5]では、2型糖尿病患者にて、アリスキレンとロサルタン併用は、ロサルタン単独群に比べてアルブミン尿の減少を認めた。

CKDの発症には、メタボリックシンドロームなどによる動脈硬化症が重大なリスク要因となることから、腎障害所見やGFR値低下が出現する以前のハイリスク群についても、ガイドラインでは取り上げられている。
- 2型糖尿病を合併した慢性腎臓病患者においては、どの薬剤の組み合わせであっても、血圧降下薬は生存率を延長させなかったとの報告もある[6]。